# 工藤嘉高
工藤 嘉高（くどう よしたか、1967年1月22日-）は日本の実業家。有線ラジオ放送会社大手であるキャンシステムの代表取締役や業界団体である全国有線音楽放送協会理事を務める。キャンシステムがUSEN-NEXT HOLDINGSの完全子会社となるとUSEN-NEXT HOLDINGSの取締役を兼任した。

## 経歴
- 1990（平成2）年10月：キャンシステム（株）入社
- 1993（平成5）年3月：キャンシステム西川崎営業所長に就任
- 1996（平成8）年12月：キャンシステム事業推進部長に就任
- 1999（平成11）年1月：キャンシステム取締役に就任
- 2002（平成14）年8月：キャンシステム取締役新宿管理局長に就任
- 2004（平成16）年2月：キャンシステム取締役東日本本部長に就任
- 2008（平成20）年5月：キャンシステム専務取締役に就任
- 2009（平成21）年6月：キャンシステム代表取締役に就任（現任）
- 2018（平成30）年11月：USEN-NEXT HOLDINGS取締役に就任（現任）